# Joffrey Lauvergne
Joffrey Lauvergne (ur. 30 września 1991 w Miluzie) – francuski koszykarz, występujący na pozycjach skrzydłowego oraz środkowego.
23 lutego 2017 został wytransferowany wraz z Anthonym Morrowem i Cameronem Payne'em do Chicago Bulls w zamian za Taja Gibsona, Douga McDermotta i niechroniony wybór II rundy draftu 2018. 18 lipca 2017 podpisał umowę z San Antonio Spurs.
4 lipca 2018 dołączył do tureckiego Fenerbahçe.

## Osiągnięcia
Stan na 29 lipca 2021, na podstawie, o ile nie zaznaczono inaczej.
Drużynowe
- Mistrz:
  - Ligi Adriatyckiej (2013)
  - Francji (2012)
  - Serbii (2013, 2014)
  - Litwy (2021)
- Wicemistrz Turcji (2019)[5]
- Zdobywca pucharu:
  - Francji (2011, 2012)
  - Turcji (2019, 2020)[5]
  - Liderów Francji (2012)
  - Litwy (2021)
- Finalista superpucharu Turcji (2018)[5]

Indywidualne
- MVP Pucharu Litwy (2021)
- Zaliczony do I składu Ligi Adriatyckiej (2014)[6]
- Uczestnik meczu gwiazd ligi tureckiej (2019)[5]
- Lider Euroligi w zbiórkach (2014)

Reprezentacja
- Mistrz Europy (2013)
- Brązowy medalista mistrzostw:
  - świata (2014)
  - Europy (2015)
  - Europy U–20 (2011)
- Uczestnik:
  - Eurobasketu (2009)
  - Eurobasketu U–16 (2007)
  - igrzysk olimpijskich (2016 – 6. miejsce)